# Слетіоареле (Арджеш)
Слетіоареле (рум. Slătioarele) — село у повіті Арджеш в Румунії. Входить до складу комуни Бебана.
Село розташоване на відстані 116 км на північний захід від Бухареста, 9 км на захід від Пітешть, 95 км на північний схід від Крайови, 111 км на південний захід від Брашова.

## Населення
За даними перепису населення 2002 року у селі проживали 376 осіб, з них 372 особи (98,9%) румунів. Усі жителі села рідною мовою назвали румунську.